# 項它
項它（？—？），又作項佗、項他，秦末民變軍事人物，西楚、魏國將領。

## 生平
楚國貴族項梁族人，項梁殺会稽假守（代理郡守）殷通，起兵抗秦，項它前往投靠。當時秦將章邯正討伐各處起義軍，魏王魏咎被秦兵包圍，項它與齊王田儋帶兵援救魏國，但被章邯所擊敗。
日後未知何事在魏國仕官，有可能是被項羽指派到魏國當客將。前205年，漢將韓信東征，魏王魏豹以柏直為總帥、馮敬為騎將、項它為步將。漢王劉邦認為項它未能匹敵曹參，之後項它果然被漢軍擊破。魏國滅亡後逃返西楚。
不久西楚盟國齊國被韓信進攻，項羽以項它為主將，龍且及周蘭為副進行援救，与韩信、陈武、丁礼等联军在潍水对阵，楚軍大敗。
之後在一次與漢軍對戰時兵敗被俘；一说汉六年，项它以砀郡长的身份投降刘邦，赐姓刘氏。
西漢時，劉邦為穩定人心，不殺項氏族人，任項它為郡太守，封平皋侯，並賜劉姓。